# Landessynode
Die Landessynode ist als „Kirchenparlament“ das oberste Entscheidungsorgan einer Evangelischen Landeskirche.
Die Zusammensetzung, Wahlmodalitäten und Aufgaben werden von den Landeskirchen unterschiedlich geregelt. Die Leitung dieser Synode obliegt meist einem Synodalpräsidium oder dem Präses. Mitglieder  der Landessynode können sein:
- die Bischöfe / Superintendenten / Pröpste der Landeskirche,
- von den Kirchenkreisen gewählte Abgeordnete (Synodale),
- berufene Mitglieder,
- Vertreter bestimmter Werke, Institutionen oder theologischer Fakultäten.

Klassische Aufgaben einer Landessynode sind die Wahl des Bischofs, der Beschluss des landeskirchlichen Haushalts und die kirchliche Gesetzgebung.

## Landeskirchliche Besonderheiten

### Bayern
Der bayerischen Landessynode gehören 89 gewählte, 13 berufene, 3 von den bayerischen theologischen Fakultäten entsandte und 3 vom Landesjugendkonvent bestimmte Vertreter an. Von den 89 gewählten Synodalen sind 60 nicht ordinierte und 29 ordinierte Mitglieder. Die Landessynode wird für sechs Jahre durch die Kirchenvorstandsmitglieder per Briefwahl gewählt.
Die Aufgaben der Landessynode werden prinzipiell durch die Rechte der weiteren kirchenleitenden Gremien – Landesbischof und Landeskirchenrat – begrenzt.
Die Landessynode gliedert sich in verschiedene Ausschüsse:
- Vertrauensausschuss: Vorbereitung der Wahlen
- Finanzausschuss
- Organisationsausschuss: Arbeiten in Bezug auf Pfarrstellen und Werke (soweit Recht der Landessynode)
- Ausschuss für Grundfragen des kirchlichen Lebens
- Rechts- und Verfassungsausschuss
- Ausschuss für Gesellschaft und Diakonie
- Ausschuss für Bildung, Erziehung und Jugend
- Ausschuss für Weltmission und Ökumene

Zur Diskussion gibt es drei synodale Arbeitskreise:
- Gemeinde unterwegs
- Offene Kirche
- Dritter Arbeitskreis

### Württemberg
Die Evangelische Landeskirche in Württemberg hat als einzige Kirche in Deutschland das System der Urwahl für die Mitglieder der Landessynode. Wahlberechtigt sind alle Gemeindemitglieder nach Vollendung des 14. Lebensjahrs, die ihren Wohnsitz im Bereich der Württembergischen Landeskirche haben. Diese Landessynode hat 96 Mitglieder, von denen 30 Pfarrer und 60 Laien direkt vom Kirchenvolk alle sechs Jahre gewählt werden. Bis zu sechs Personen werden von der Synode berufen. Die letzte Wahl fand am 1. Dezember 2019 statt.